# 슈반덴
슈반덴(독일어: Schwanden)은 스위스 글라루스주 남글라루스 지자체에 있는 마을, 이전 시정촌이다.

## 역사
슈반덴은 1240년에 de swando로 처음 언급되었다.
1879년, 슈반덴은 베젠에서 스위스 북동부 철도 노선이 개통되어 스위스 철도 네트워크에 연결되었다. 1905년과 1969년 사이에 제른프탈 트램웨이는 슈반덴과 엘름까지 제른프강 계곡의 커뮤니티를 연결했다.
2011년 1월 1일에 슈반덴은 남글라루스 자치제의 일부가 되었다.

## 지리

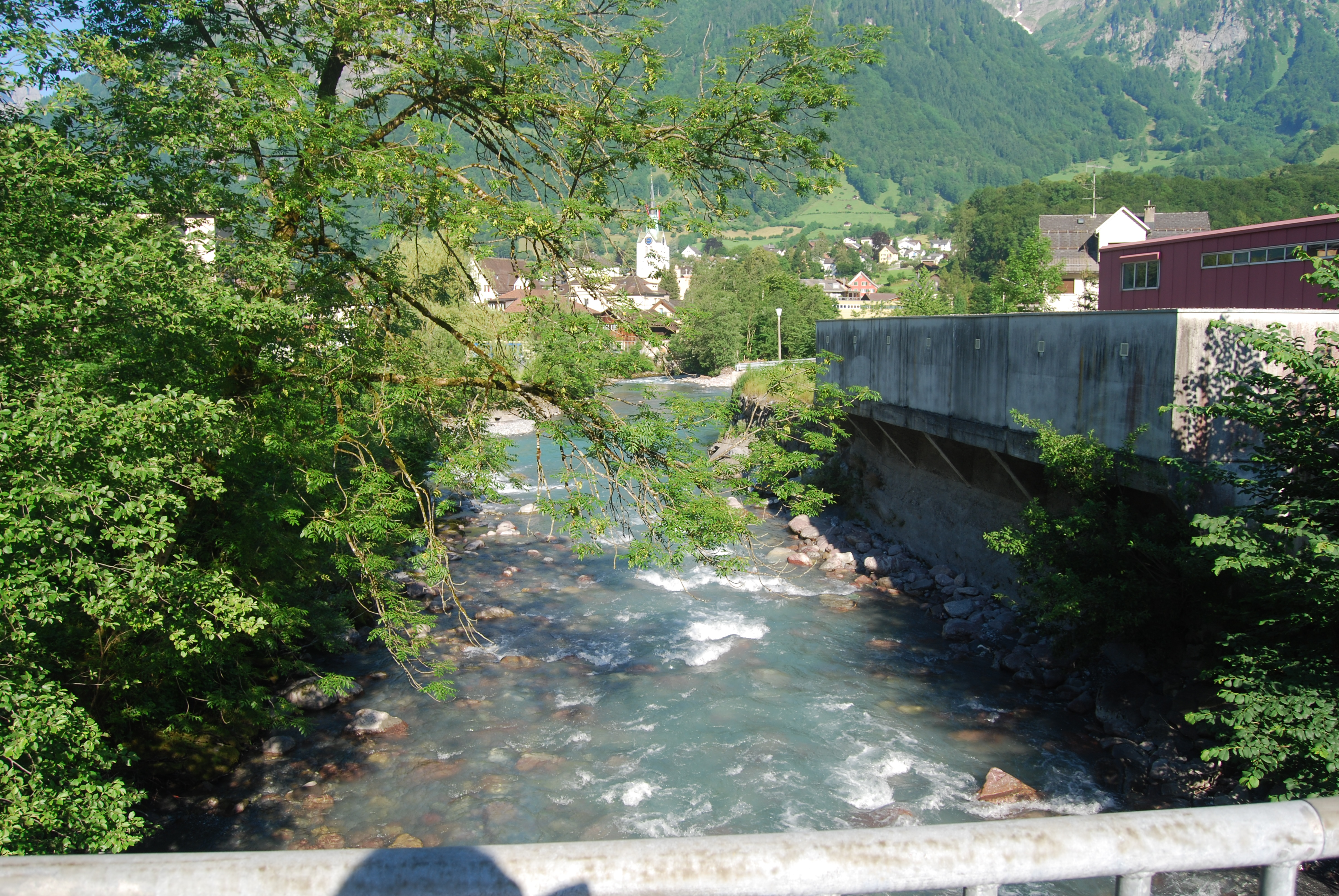
슈반덴의 제른프강

슈반덴은 린트강과 제른프강이 합류하는 해발 528m에 위치한다. 마을은 엘름, 린탈 및 슈반디로 가는 길을 따라 위치하며, 이전에 독립(1876년까지)이었던 작은 마을 톤(Thon)을 포함한다. 니트푸른(Nidfurn)과 하즐렌(Haslen)의 마을은 린트 계곡의 남쪽에 있고 엥기(Engi) 마을은 제른프 계곡의 동쪽에 있다. 북쪽으로 미트뢰디(Mitlödi) 마을은 린트 계곡에 있으며 슈반디와 Sool 은 계곡의 서쪽과 동쪽 경사면에 각각 있다.
슈반덴의 남쪽은 스위스에서 가장 오래된 사냥금지구역이며, 프라이베르크 카르프는 1548년부터 보호되고 있다. 또한 남쪽으로 니더렌베흐(Niederenbäch) 하천은 케르프산(2,794m)의 경사면에서 내려온다. 이 개울은 가리히티제 저수지를 만들기 위해 댐으로 만들어졌다.
슈반덴의 면적은 2006년에 이전 시 경계로 정의된 대로 30.6k㎡이다. 이 지역의 32.3%는 농업용으로 사용되며 38.3%는 산림이다. 나머지 토지 중 3.2%는 정착지(건물 또는 도로)이고 나머지(26.2%)는 불모지(강, 빙하 또는 산)이다.

## 인구통계

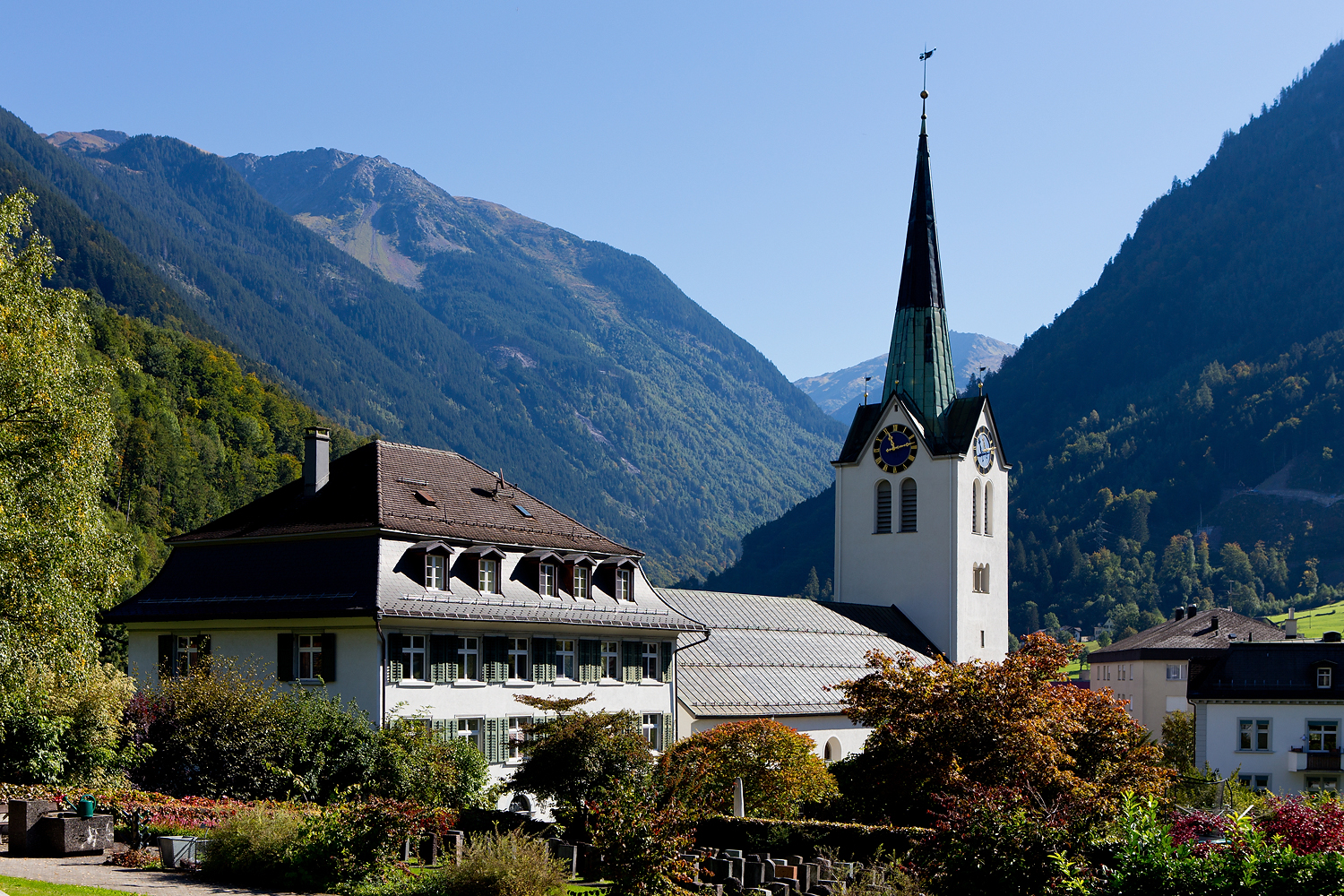
슈반덴의 교회

2010년 기준으로 슈반덴의 인구는 2,392명이다. 2007년 기준으로 인구의 24.2%가 외국인으로 구성되어 있다. 지난 10년 동안 인구는 -6.9%의 비율로 감소했다. 2000년 기준, 인구 대부분인 82.7%가 독일어를 사용하며, 이탈리아어가 5.1%로 두 번째로 많이 사용되고, 알바니아어가 세 번째(2.9%)로 사용된다.
2007년 연방 선거에서 가장 인기 있는 정당은 59%의 득표율을 기록한 SPS였다. 나머지 득표의 대부분은 31.6%의 득표율로 SVP에게 돌아갔다.
슈반덴에서는 인구의 약 60.6%(25-64세 사이)가 비필수 고등교육 또는 추가 고등교육(대학 또는 응용학문대학)을 완료했다.
슈반덴의 실업률은 2.18%이다. 2005년 현재 1차 경제 부문에 39명이 고용되어 있고, 이 부문에 약 15개 기업이 참여하고 있다. 1,067명이 2차 부문에 고용되어 있고, 이 부문에 45개의 기업이 있다. 525명이 3차 부문에 고용되어 있으며, 이 부문에는 92개의 기업이 있다.
역사적 인구는 다음 표에 나와 있다.
| 년도 | 인구  |
| ---- | ----- |
| 1574 | 450   |
| 1763 | 1,148 |
| 1850 | 2,296 |
| 1900 | 2,396 |
| 1960 | 3,020 |
| 1990 | 2,645 |

## 교통

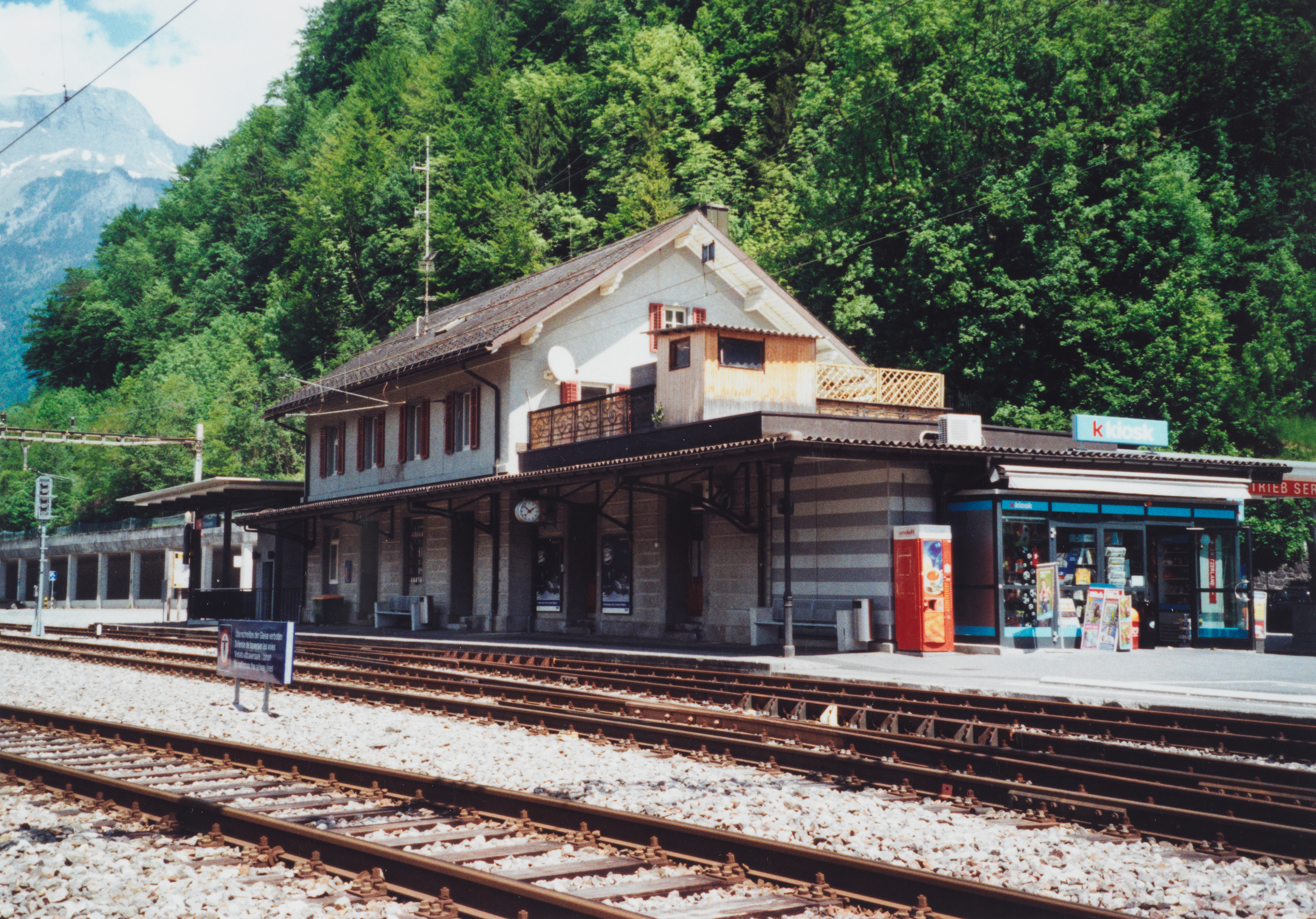
슈반덴역

슈반덴은 하우프트스트라세 17번가에 위치하며, 클라우젠 고개를 우리주까지 오르기 전에 글라루스주를 가로질러 달리고 있으며, 글라루스를 통과하는 린트강과 주요 도로와 평행을 이루는 베젠에서 린탈까지의 철도 노선에 있다. 곁길은 슈반덴의 하우프트스트라세 17번가에서 분기되어 제른프 계곡으로 향하며, 해당 마을의 커뮤니티에 서비스를 제공하지만, 해당 계곡 머리 너머에는 도로 연결이 없다. 고산 지대인 클라우젠 고개는 일반적으로 6월과 9월 사이에만 통행이 가능하며, 나머지 기간에는 린트 계곡을 따라 올라가는 도로와 철도가 슈반덴으로 가는 유일한 통로가 된다.
마을은 슈반덴역으로 연결되며, 린탈과 취리히 사이의 취리히 S-반 서비스 S25의 정차 지점이며, 라퍼스빌에서 장크트갈렌 S-반 서비스 S6의 종점이다. 두 서비스 모두 시간당 한 번 운행되며, 결합하여 치겔브뤼케와 슈반덴 사이를 시간당 2대의 열차로 운행한다.
제른프탈버스는 슈반덴 역에서 여러 버스 서비스를 운영한다.
- 제른프강 계곡을 따라 글라루스까지 매시간 운행 (이전 제른프탈 트램웨이 대체)
- 슈반디까지 매시간 운행
- 하루에 여러 번 왕복하는 Sool 서비스
- 가리히티제(Garichtisee)로 가는 공중 트램웨이와 연결하기 위해 하루에 여러 번 왕복하는 여름 전용 서비스이다.